# ジェイソン・ガードナー
ジェイソン・ガードナー（Jason Gardener、1975年9月18日 - ）は、イギリスの陸上競技選手。2004年アテネオリンピックの金メダリストである。イングランド南西部サマセット州、バース出身。

## 経歴
ガードナーは、1994年世界ジュニア選手権が最初の大きな国際大会への出場となった。この大会では100mで銀メダル。4×100mリレーでは金メダルと活躍を見せた。
ガードナーは、1999年、前橋で開催された世界室内選手権の60mで6秒46の英国新記録（当時）で銅メダルを獲得。同年7月には100mで10秒の壁を突破し、9秒98の自己ベストをマーク。8月のセビリヤの世界選手権では、4×100mリレーで、ダレン・キャンベル、マーロン・デヴォニッシュ、ドウェイン・チェンバースとメンバーを組み、37秒73の英国新記録で銀メダルを獲得した。
ガードナーは、2000年、50mで5秒61の英国新記録を樹立。ヨーロッパ室内選手権の60mを制し、好調なスタートを切ったが、2000年シドニーオリンピック前に、故障してしまったことから、オリンピックには出場したものの、100mと4×100mリレーともに結果を残すことはできなかった。
2002年には、ヨーロッパ室内選手権の60mを連覇。7月に開催されたコモンウェルスゲームズの4×100mリレーでも金メダルを手にした。2003年の世界室内選手権の60mでは、太ももの肉離れを起こしながらも3位となる。しかし、翌2004年の世界室内選手権の60mでは優勝し、前年の3位の雪辱を果たした。
ガードナーは、2004年アテネオリンピックには100mと4×100mリレーに出場する。100mは準決勝で敗退してしまったものの、4×100mリレーでは、キャンベル、デヴォニッシュそしてマーク・ルイス＝フランシスとともに、シーズンベストの38秒07で、アメリカを100分の1秒おさえ金メダルを獲得。シドニーオリンピックの雪辱を果たした。
ガードナーは、2005年、2007年のヨーロッパ室内選手権の60mも制し、この種目で大会4連覇を果たす。そして、この年をもって現役を引退した。

## 自己ベスト
- 100m - 9秒98 (1999年)
- 200m - 20秒65 (1999年)

## 主な実績
| 年   | 大会                     | 場所                       | 種目         | 結果       | 記録   |
| ---- | ------------------------ | -------------------------- | ------------ | ---------- | ------ |
| 1994 | 世界ジュニア陸上選手権   | リスボン(ポルトガル)       | 100m         | 2位        | 10秒25 |
| 1994 | 世界ジュニア陸上選手権   | リスボン(ポルトガル)       | 4×100mリレー | 1位        | 39秒60 |
| 1998 | ヨーロッパ室内陸上選手権 | バレンシア(スペイン)       | 60m          | 2位        | 6秒59  |
| 1999 | 世界室内陸上選手権       | 前橋(日本)                 | 60m          | 3位        | 6秒46  |
| 1999 | 世界陸上選手権           | セビリヤ(スペイン)         | 100m         | 7位        | 10秒07 |
| 1999 | 世界陸上選手権           | セビリヤ(スペイン)         | 4×100mリレー | 2位        | 37秒73 |
| 2000 | ヨーロッパ室内陸上選手権 | ヘント(ベルギー)           | 60m          | 1位        | 6秒49  |
| 2000 | オリンピック             | シドニー(オーストラリア)   | 100m         | 4位（qf）  | 10秒27 |
| 2000 | オリンピック             | シドニー(オーストラリア)   | 4×100mリレー | DNQ （qf） | -      |
| 2002 | ヨーロッパ室内陸上選手権 | ウィーン(オーストリア)     | 60m          | 1位        | 6秒49  |
| 2002 | コモンウェルスゲームズ   | マンチェスター(イギリス)   | 4×100mリレー | 1位        | 38秒62 |
| 2002 | ヨーロッパ陸上選手権     | ミュンヘン(ドイツ)         | 100m         | 5位（sf）  | 10秒36 |
| 2003 | 世界室内陸上選手権       | バーミンガム(イギリス)     | 60m          | 3位        | 6秒55  |
| 2004 | 世界室内陸上選手権       | ブダペスト(ハンガリー)     | 60m          | 1位        | 6秒49  |
| 2004 | オリンピック             | アテネ(ギリシャ)           | 100m         | 5位（sf）  | 10秒12 |
| 2004 | オリンピック             | アテネ(ギリシャ)           | 4×100mリレー | 1位        | 38秒07 |
| 2005 | ヨーロッパ室内陸上選手権 | マドリッド(スペイン)       | 60m          | 1位        | 6秒55  |
| 2005 | 世界陸上選手権           | ヘルシンキ(フィンランド)   | 100m         | 5位（sf）  | 10秒08 |
| 2005 | 世界陸上選手権           | ヘルシンキ(フィンランド)   | 4×100mリレー | 3位        | 38秒27 |
| 2006 | コモンウェルスゲームズ   | メルボルン(オーストラリア) | 100m         | 5位（qf）  | 10秒58 |
| 2007 | ヨーロッパ室内陸上選手権 | バーミンガム(イギリス)     | 60m          | 1位        | 6秒51  |

- qfは準々決勝、sfは準決勝